# Diego Sánchez-González
Diego Sánchez González (Vejer de la Frontera, provincia de Cádiz, 1972) es un geógrafo y gerontólogo español educado en la Universidad de Granada (España), y dedicado al estudio de la geografía del envejecimiento y la gerontología ambiental.

## Biografía
Sánchez-González es geógrafo, máster en Gerontología Social y Doctor en Geografía por la Universidad de Granada; y, actualmente, es Profesor de Geografía Humana del Departamento de Geografía de la Universidad Nacional de Educación a Distancia. Anteriormente, el profesor Sánchez ha sido profesor en el Departamento de Geografía de la Universidad Autónoma de Madrid, en la Facultad de Arquitectura de la Universidad Autónoma de Nuevo León, en la Unidad Académica de Ciencias Jurídicas y Sociales, la Facultad de Ingeniería y la Facultad de Arquitectura, Diseño y Urbanismo de la Universidad Autónoma de Tamaulipas, y en la Escuela Autónoma de Dirección de Empresas. Del mismo modo, ha sido profesor invitado en diversas universidades y centros de investigación de España y México, y ha participado como profesor del Aula de Mayores "Ciudad de Granada" de la Universidad de Granada, destinada a potenciar el envejecimiento activo, donde desarrolló el "Taller-Ciudad" destinado a favorecer la participación de las personas adultas mayores en la planificación de ciudades amigables. Además, el Dr. Sánchez ha sido investigador-cooperante de la Agencia Española de Cooperación Internacional para el Desarrollo. 
Su producción científica (libros, artículos) se ha desarrollado en el área de conocimiento de Geografía Humana, especialmente, geografía del envejecimiento y la gerontología ambiental, a través de la profundización de las temáticas relativas al análisis socioespacial del envejecimiento de la población. En América Latina y España, este investigador ha contribuido al avance del conocimiento en demografía y estudios de población centrados en el análisis de los factores demográficos determinantes del envejecimiento de la población; el entendimiento de las interacciones entre ambiente, salud y calidad de vida de las personas mayores; la compresión de las estrategias residenciales en la vejez; la aproximación a los cambios en las estructuras familiares y las redes de ayuda a la dependencia; la caracterización de los factores de vulnerabilidad social de la población envejecida en situación de exclusión social, discapacidad y dependencia; la evaluación de técnicas de planificación gerontológica de los servicios sociales y de salud; y la relación entre el envejecimiento de la población y el cambio climático. También, Sánchez-González ha destacado la importancia de estudiar el apego al lugar, la identidad y espacio público en el envejecimiento; y el ocio y turismo de personas mayores. A su vez, este investigador subraya la necesidad de abordar la investigación sobre las implicaciones existentes entre la experiencia espacial y el proceso de envejecimiento saludable en el lugar; así como la importancia del entorno natural (paisaje natural terapéutico) en la promoción del envejecimiento activo y saludable. Además, Sánchez-González indica que el indicador de longevidad se encuentra estrechamente relacionado con el ambiente físico en el que se desarrollan las personas.
Ha dirigido y participado en proyectos de investigación y consultoría, así como evaluador de proyectos I+D+i en España, Holanda, Suiza, Israel, México, Colombia, Chile y Uruguay. Ha sido asesor de gobiernos estatales en materia de envejecimiento, cambio climático, vivienda y urbanismo. Actualmente, es miembro de consejos editoriales y referee de revistas científicas internacionales indexadas (JCR; Web of Science). Ha obtenido un Premio Nacional de Investigación (FECIC) y diversos reconocimientos nacionales e internacionales.

## Publicaciones (selección)
Libros
- Sánchez-González, Diego (2005). La situación de las personas mayores en la ciudad de Granada. Estudio Geográfico. Granada: Universidad de Granada. p. 2089. ISBN 978-84-338-3570-3.

- Garza-Flores, Rodolfo; Sánchez-González, Diego; Treviño-Hernández, Raúl (2006). La ingeniería en Tamaulipas. Retos y perspectivas en las ciudades de calidad. Tampico: Universidad Autónoma de Tamaulipas. p. 260. ISBN 968-9031-05-8.

- Boville, Belén; Sánchez-González, Diego (2007). Planificación Territorial y Desarrollo Sostenible en México, Perspectiva Comparada. Universidad de Barcelona-Universidad Autónoma de Tamaulipas. p. 465. ISBN 978-84-611-9500-8.

- Sánchez-González, Diego; Ledezma-Elizondo, María Teresa; Rivera-Herrera, Nora Livia (2011). Geografía Humana y crisis urbana en México / Human Geography and urban crisis in Mexico. Monterrey: Universidad Autónoma de Nuevo León. p. 278. ISBN 978-607-433-688-7.

- Sánchez-González, Diego (2011). Geografía del envejecimiento y sus implicaciones en Gerontología. Contribuciones geográficas a la Gerontología Ambiental y el envejecimiento de la población. Saarbrücken: Académica Española-Lambert Academic Publishing. p. 264. ISBN 978-3-8443-4692-3.

- Egea Jiménez, Carmen; Sánchez-González, Diego; Soledad-Suescún, J.I. (2012). Vulnerabilidad social. Posicionamientos y ángulos desde geografías diferentes. Granada: Universidad de Granada. p. 278. ISBN 978-84-338-5392-9.

- Sánchez-González, Diego; Egea-Jiménez, Carmen (2013). La ciudad, un espacio para la vida. Miradas y enfoques desde la experiencia espacial. Granada: Universidad de Granada. p. 344. ISBN 978-84-338-5557-2.

- Sánchez-González, Diego; Domínguez-Moreno, Luis Ángel (2014). Identidad y espacio público. Ampliando ámbitos y prácticas. Barcelona: Gedisa. p. 320. ISBN 978-84-9784-836-7.

- Egea Jiménez, Carmen; Sánchez-González, Diego (2016). Ciudades amigables. Perspectivas, políticas, prácticas. Granada: Comares. p. 243. ISBN 978-84-9045-384-1.

- Sánchez-González, Diego; Rodríguez-Rodríguez, Vicente (2016). Environmental Gerontology in Europe and Latin America. Policies and perspectives on environment and aging. Nueva York: Springer Publishing Company. p. 306. ISBN 978-3-319-21418-4.

- Rivera-Herrera, Nora Livia; Ledezma-Elizondo, María Teresa; Sánchez-González, Diego (2017). Espacios públicos inclusivos. Inclusive public spaces. Monterrey: Universidad Autónoma de Nuevo León-Universidad Autónoma de Madrid. p. 300. ISBN 978-607-27-0815-0.

- Sousa-González, Eduardo; Palacios-Barra, Alfredo; Sánchez-González, Diego; Ledezma-Elizondo, María Teresa (2019). El espacio interior de la ciudad metropolitana: retos y posibilidades. Ciudad de México: Colofón-Universidad Autónoma de Nuevo León. p. 254. ISBN 978-607-8622-94-8.

- Sánchez-González, Diego; Chávez-Alvarado, Rosalía (2019). Envejecimiento de la población y cambio climático. Vulnerabilidad y resiliencia desde la Gerontología Ambiental. Granada: Comares. p. 288. ISBN 978-84-9045-891-4.

- García-Valdez, María Trinidad; Román-Pérez, Rosario; Sánchez-González, Diego; Cubillas-Rodríguez, María José (2023). Envejecimiento, discapacidad y accesibilidad en espacios públicos. Aproximaciones desde la Gerontología Ambiental. México: Tirant lo Blanch. p. 194. ISBN 9788419588364.

- Sánchez-González, Diego (2023). Envejecimiento, adaptación climática y políticas públicas. Retos sociales y de salud en América Latina. Valencia: Tirant lo Blanch. p. 460. ISBN 9788419471710.